# Гайнсбург (Вермонт)
Гайнсбург (англ. Hinesburg) — місто (англ. town) в США, в окрузі Читтенден штату Вермонт. Населення — 4698 осіб (2020).

## Демографія
Згідно з переписом 2010 року, у місті мешкало 4396 осіб у 1737 домогосподарствах у складі 1237 родин. Було 1847 помешкань
Расовий склад населення:
| - 96,2 % — білих - 0,7 % — азіатів - 0,4 % — чорних або афроамериканців - 0,3 % — корінних американців - 0,1 % — вихідців з тихоокеанських островів |

До двох чи більше рас належало 2,0 %. Частка іспаномовних становила 1,3 % від усіх жителів.
За віковим діапазоном населення розподілялося таким чином: 23,6 % — особи молодші 18 років, 67,5 % — особи у віці 18—64 років, 8,9 % — особи у віці 65 років та старші. Медіана віку мешканця становила 41,3 року. На 100 осіб жіночої статі у місті припадало 102,5 чоловіків;  на 100 жінок у віці від 18 років та старших — 100,2 чоловіків також старших 18 років.
Середній дохід на одне домашнє господарство  становив 89 704 долари США (медіана — 56 686), а середній дохід на одну сім'ю — 112 694 долари (медіана — 91 500). Медіана доходів становила 53 060 доларів для чоловіків та 48 690 доларів для жінок. За межею бідності перебувало 15,1 % осіб, у тому числі 27,9 % дітей у віці до 18 років та 4,1 % осіб у віці 65 років та старших.
Цивільне працевлаштоване населення становило 2375 осіб. Основні галузі зайнятості: освіта, охорона здоров'я та соціальна допомога — 25,1 %, науковці, спеціалісти, менеджери — 13,1 %, роздрібна торгівля — 8,3 %, будівництво — 6,9 %.